# 大竹信用金庫
大竹信用金庫（おおたけしんようきんこ）は、かつて広島県大竹市に本店を置いた信用金庫。2005年11月21日に広島信用金庫に吸収合併され、消滅金庫となった。

## 沿革
- 1950年8月7日　大竹信用組合として設立。
- 1952年1月28日　信用金庫に転換、大竹信用金庫に改組。
- 2005年3月29日　広島信用金庫を存続金庫とした合併に合意。
- 2005年11月21日　広島信用金庫に吸収合併され、消滅。